# Francap
Francap Distribution, plus connu sous le nom de Francap, est une centrale d'achat créée en 1959 par la CFAO qui regroupe plusieurs petites et moyennes entreprises régionales indépendantes actives dans le secteur de la grande distribution. Ses principaux adhérents sont Diapar (G20, Diagonal), Segurel et Codifrance. Elle est propriétaire des enseignes Coccinelle supermarché, Coccinelle express, Coccimarket et Coccimarket City. Elle possède également ses propres marques de distributeurs tels que Belle France, Délices de Belle France, Réflexe Bio ou ep-Écoprix.
11 affiliés Francap développent les enseignes et marques propres du groupe dont Aldouest, Codifrance, Colruyt, DDS, Degrenne, Diapar, Ségurel, CABF (export), Maximo, SNIW (export) et Findis Desamais.

## Historique
La centrale d'achat Francap est créée en 1959 par la CFAO. L'hypermarché Gro de la Sanal s'affilie à la centrale d'achat en 1976. Trois ans plus tard, la société Blum en Lorraine et le grand magasin Decré de Nantes s'affilient à la Francap. Système U Pidou, un grossiste calaisien, adhérent à la Francap en 2001.
La Francap est rachetée en 1989 par François Pinault puis cédée au groupe Casino, avec la Ruche méridionale, en avril 1990 et enfin revendue à ses adhérents (Diapar, Mistral, Ripotot...) début 1992,. En 1992, la Francap développe quatre modules pour l'enseigne Coccinelle : Coccimarket, Coccinelle Service, Coccinelle Marché et Coccinelle Supermarché. En 1998, la Francap rationalise son parc en vue de la croissance de ses unités : les petites surfaces (Coccimarket et Coccinelle Service) deviennent Coccimarket tandis que les plus grandes (Coccinelle Marché et Coccinelle Supermarché) deviennent Coccinelle. La centrale d'achat réalise un chiffre d'affaires de 19 milliards de francs en 1996 dont la droguerie ne dépasse pas le cap du milliard. Christian Brétillot devient directeur général de la Francap le 1er janvier 1997 en remplaçant Michel Meunier, parti à la retraite. En janvier 1997, Francap possède 11 % de part de marché sur le commerce de proximité (selon IFS Institut français du libre-service). Francap perd Mariault en automne 1997, racheté par le groupe Casino. Cette même année, la centrale s'affilie à Bloc, une centrale d'achat belge qui fournit les produits premiers prix Winny.
Aldouest rejoint la Francap en 2002 afin d'étendre l'enseigne Coccimarket dans son réseau de magasins indépendants. De plus, il désire avoir une enseigne nationale sur son offre. La Francap rejoint Provera France (groupe Cora) le 1er janvier 2004 dont ils sont proches géographiquement et par leurs métiers
Mistral quitte la Francap le 1er janvier 2010 pour rejoindre Système U. Les Coccinelle et Coccimarket deviennent alors U Express et Utile. La centrale d'achat compte début 2011 près de 1500 magasins en France. 
En 2017, le nombre de magasins de proximité indépendants affiliés s'élève à 4200, dont 1 900 sous enseigne (Coccinelle, CocciMarket, G20, Colruyt, etc.) pour un chiffre d'affaires atteignant 2,3 milliards d'€.
Le 1er janvier 2019, la Francap quitte la centrale d'achats de Carrefour à laquelle elle faisait indirectement appel pour ses achats de marques nationales depuis que Cora avait confié ses achats à Carrefour. Elle rejoint la centrale d'achat d'Intermarché, permettant à celle-ci de représenter 16% de part de marché sur les marques nationales.
En 2022, Bérard distribution reprend Magne distribution. Les deux affiliés et leurs 153 magasins quittent alors la Francap au profit du groupe Casino.

## Les enseignes

### Coccinelle

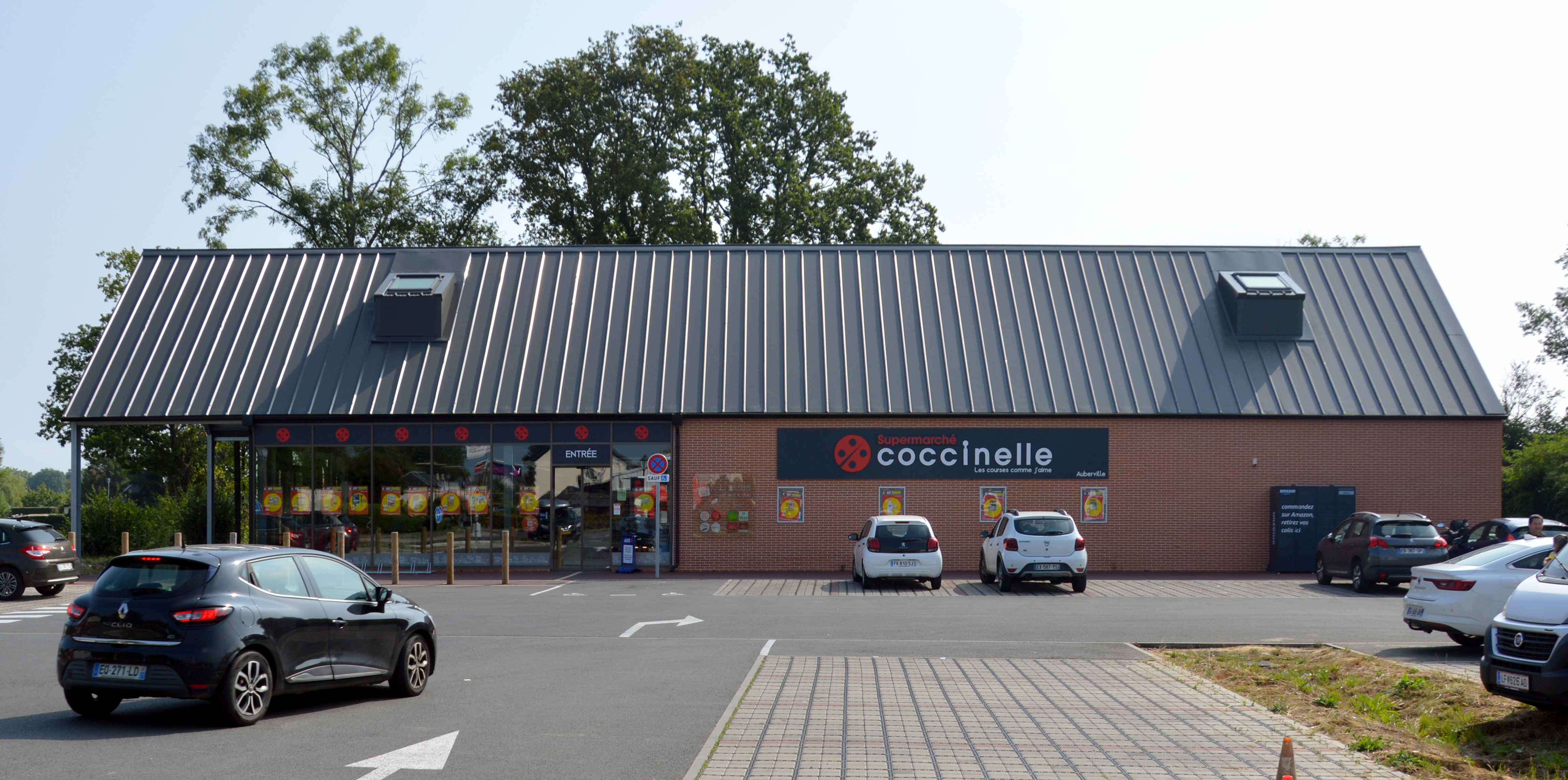
Un magasin Coccinelle à Auberville.

Les enseignes Tigre et Coccinelle sont créées en 1986 et se déclinent alors de la façon suivante : Tigre pour les supérettes et Coccinelle pour les supermarchés. Coccinelle compte 500 unités en 1992 et la Francap souhaite que ses adhérents mettent en place l'enseigne Coccinelle dans leurs réseaux. À la suite des résultats décevants de l'enseigne Tigre depuis sa création, Jacques Ripotot, nouveau président de la Francap, abandonne cette dernière en janvier 1997 au profit de Coccinelle. Une carte de fidélité est mise en place dans quelques Coccinelle en 1998. L'enseigne se modernise en 2011 et se décline en deux enseignes : Coccinelle Supermarché pour les grands points de vente et Coccinelle Express pour les petits. Le Coccinelle de Sèvres a été le premier à tester le nouveau concept,.

### Coccimarket
L'enseigne voit le jour en 1995 et deux ans plus tard, Francap espère que Coccimarket atteigne vite le cap des mille unités. L'enseigne se développe très rapidement. De plus, la centrale d'achat prévoit l'ouverture d'une cinquantaine de magasins dans les petites villes et villages en 1999. Alain Carlier, directeur marketing de Francap, envisage de créer de nouveaux services pour l'enseigne (vente de pain, possibilité de faire des fax...). Aldouest rejoint la Francap en 2002 afin d'étendre l'enseigne Coccimarket dans son réseau de magasins indépendants. L'enseigne se modernise et change d'identité visuelle en 2012.

### Eurêka ma maison
Francap rachète en 1997 Eurêka ma droguerie (qui deviendra Eurêka ma maison) à DB (Droguerie Bordelaise), l'un de ses grossistes. Ce dernier a ouvert douze points de vente en deux ans. Francap désire 150 ouvertures d'ici trois ans en France dont dans la région Centre-Val de Loire en avril 1997. Ce rachat se soldera sans succès malgré l'ouverture de seize unités en un an. Principalement implanté dans les villes moyennes et villages dans une petite surface, le premier magasin à être installé est celui à Pauillac, en Gironde. Groupe familial créé en 1908, Desamais a d’abord fait ses armes dans le commerce de gros sur les marchés de l’entretien et du bricolage, avant de se diversifier en développant aussi une activité « retail ». En 2015, le groupe Findis (spécialisée en électroménager, image, son et art de la cuisine) rachète le groupe Desamais.
En juillet 2024, l'enseigne Eurêka ma maison compte 100 magasins.

## Marques propres
Les marques de distributeurs de la Francap sont :
1. Belle France et Les Délices de Belle France (produits dits « de qualité supérieure ») ;
2. Le Réflexe Bio (produits « issus de l'agriculture biologique » ;
3. Le Réflexe Vert (produits de droguerie et d'hygiène) ;
4. ep-Écoprix ;
5. Winny (produits « économiques »).